# Скорлупа яиц

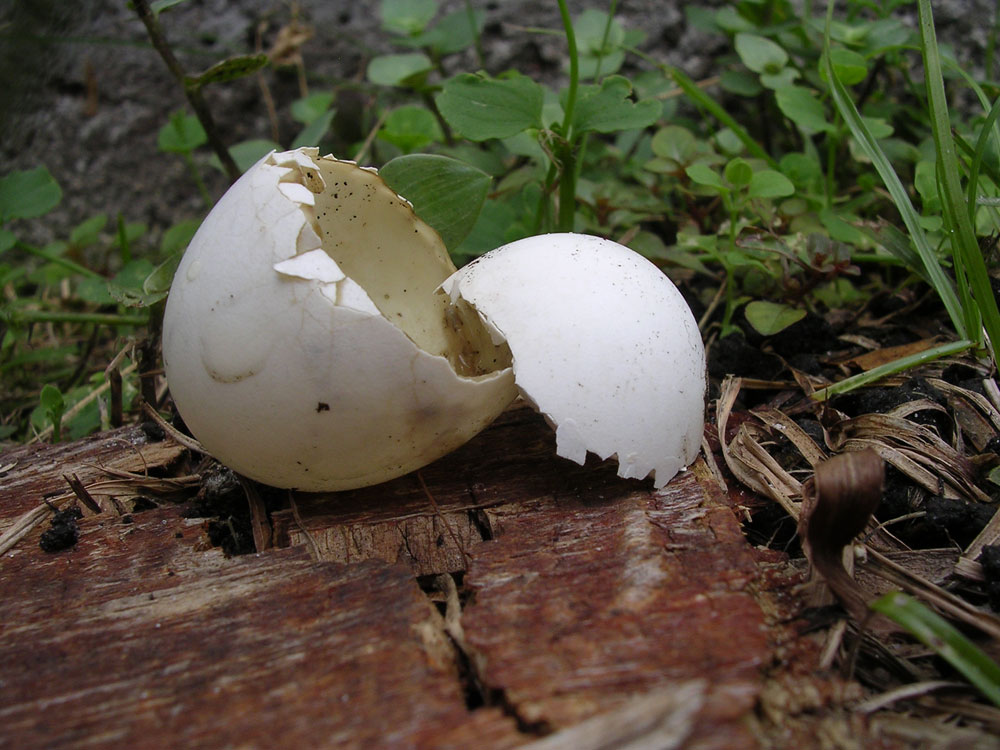
Разбитая скорлупа яйца дикой птицы

Яичная скорлупа — внешняя оболочка яйца, которая бывает как твёрдой, так и мягкой.

## Разнообразие скорлупы

### Яйца червей
Яйца нематод имеют двухслойную структуру: внешний слой вителлина из хитина, который придаёт механическую стойкость, и внутренний слой, богатый липидами, который делает яйцевую камеру непроницаемой. 

### Яйца насекомых

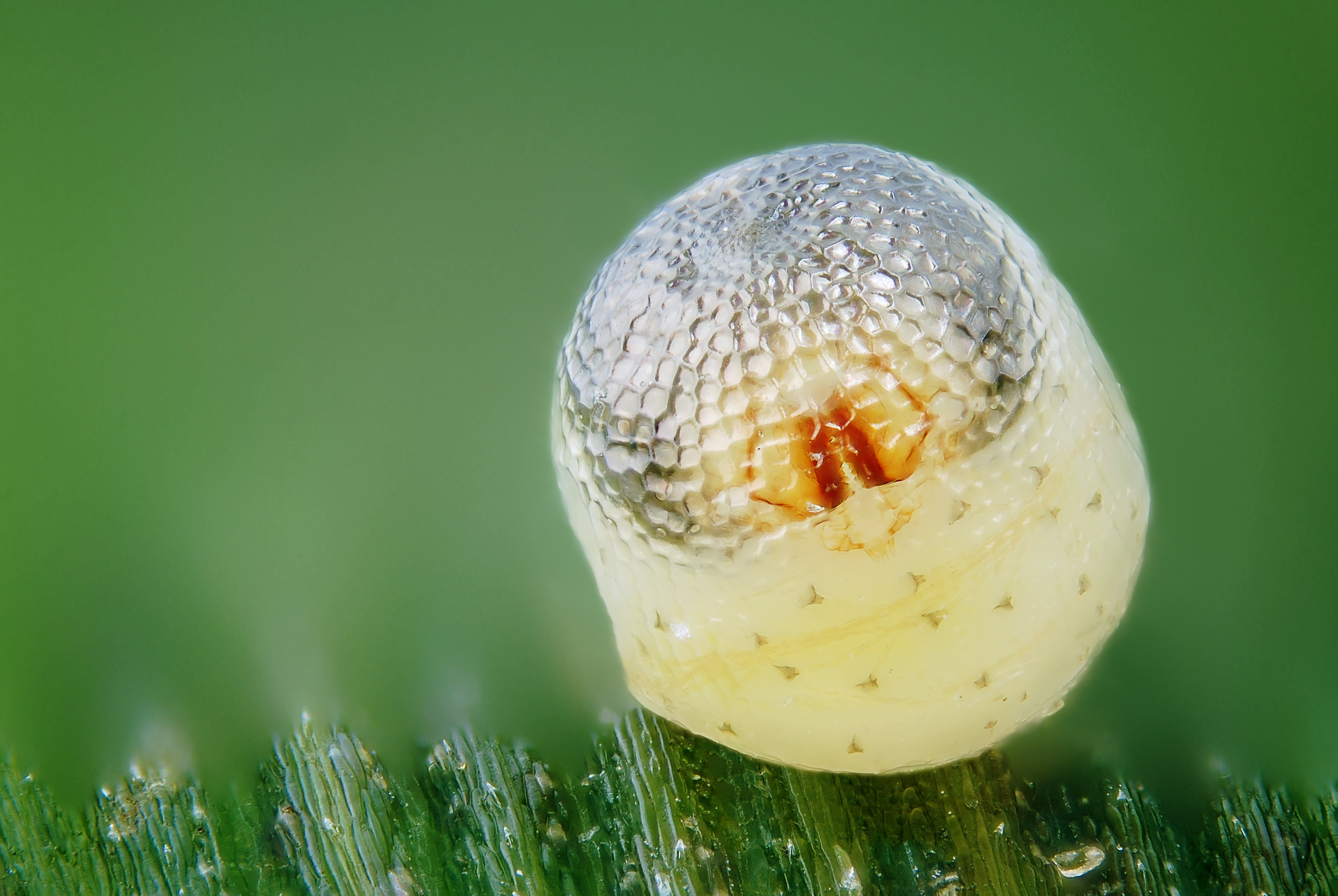
Эмбрион бабочки / гусеницы виден сквозь прозрачную яичную скорлупу

Насекомые и другие членистоногие откладывают яйца самых разнообразных видов и форм. Некоторые из них имеют желатиновую или похожую на кожу оболочку, другие имеют более твёрдую яичную скорлупу. Более мягкие оболочки состоят в основном из белка. Она может быть волокнистой или довольно жидкой. Яйца некоторых членистоногих на самом деле не имеют скорлупы, скорее, их наружным покровом является самая внешняя эмбриональная мембрана, сосудистая оболочка, которая служит для защиты внутренних слоёв. Сама сосудистая оболочка может представлять собой сложную структуру, и внутри неё могут быть различные слои. У неё может быть самый внешний слой, называемый экзохорионом. Яйца, которым приходится выживать в сухих условиях, обычно имеют твёрдую скорлупу, состоящую в основном из обезвоженных или минерализованных белков с системой пор, обеспечивающих дыхание. Яйца членистоногих могут иметь большой орнамент на своей внешней поверхности.

### Яйца рыб, амфибий и рептилий
Рыбы и амфибии обычно откладывают яйца, которые окружены экстраэмбриональными оболочками, но вокруг этих оболочек не образуется твёрдой или мягкой скорлупы. Яйца некоторых рыб и амфибий имеют толстую кожистую оболочку, особенно если им приходится выдерживать физическую нагрузку или высыхание. Также эти типы яиц могут быть очень маленькими и хрупкими.
В то время как многие рептилии откладывают яйца с гибкой, кальцифицированной скорлупой, есть некоторые, которые откладывают твёрдые яйца. Яйца, откладываемые змеями, обычно имеют кожистую скорлупу, и они часто прилипают друг к другу. В зависимости от вида, черепахи откладывают твёрдые или мягкие яйца. Некоторые их виды откладывают яйца, которые почти неотличимы от птичьих.

### Яйца птиц

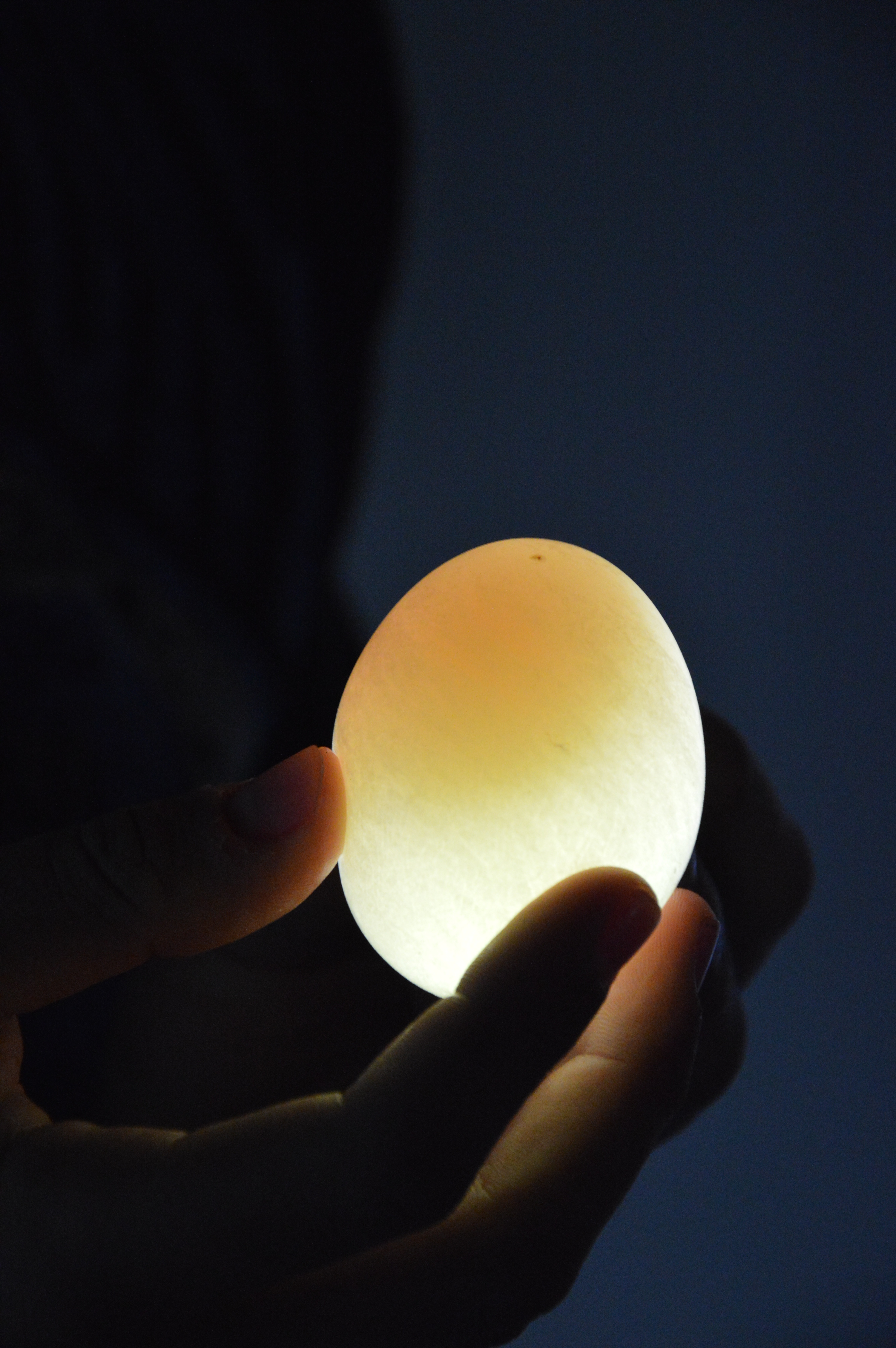
Это куриное яйцо было замочено в уксусе на несколько дней и стало прозрачным и эластичным

Птичье яйцо — это оплодотворенная гамета (или, как у некоторых птиц, таких как куры, возможно, неоплодотворенная), расположенная на поверхности желтка и окруженная обычным, или яичным белком. Белок, в свою очередь, окружен двумя специальными оболочками (внутренней и внешней), а затем яичной скорлупой. Скорлупа куриного яйца на 95-97%  состоит из кристаллов карбоната кальция, которые стабилизированы белковой матрицей. Без белка кристаллическая структура была бы слишком хрупкой, чтобы сохранять свою форму, и считается, что органическая матрица играет определенную роль в отложении кальция в процессе минерализации. Структура и состав скорлупы птичьих яиц служат для защиты яйца от повреждений и микробного загрязнения, предотвращения высыхания, регулирования газо- и водообмена растущего эмбриона и обеспечивают кальций для эмбриогенеза. Для образования яичной скорлупы требуется, чтобы в течение нескольких часов откладывался хотя бы грамм кальция, который должен поступать с пищей куры.

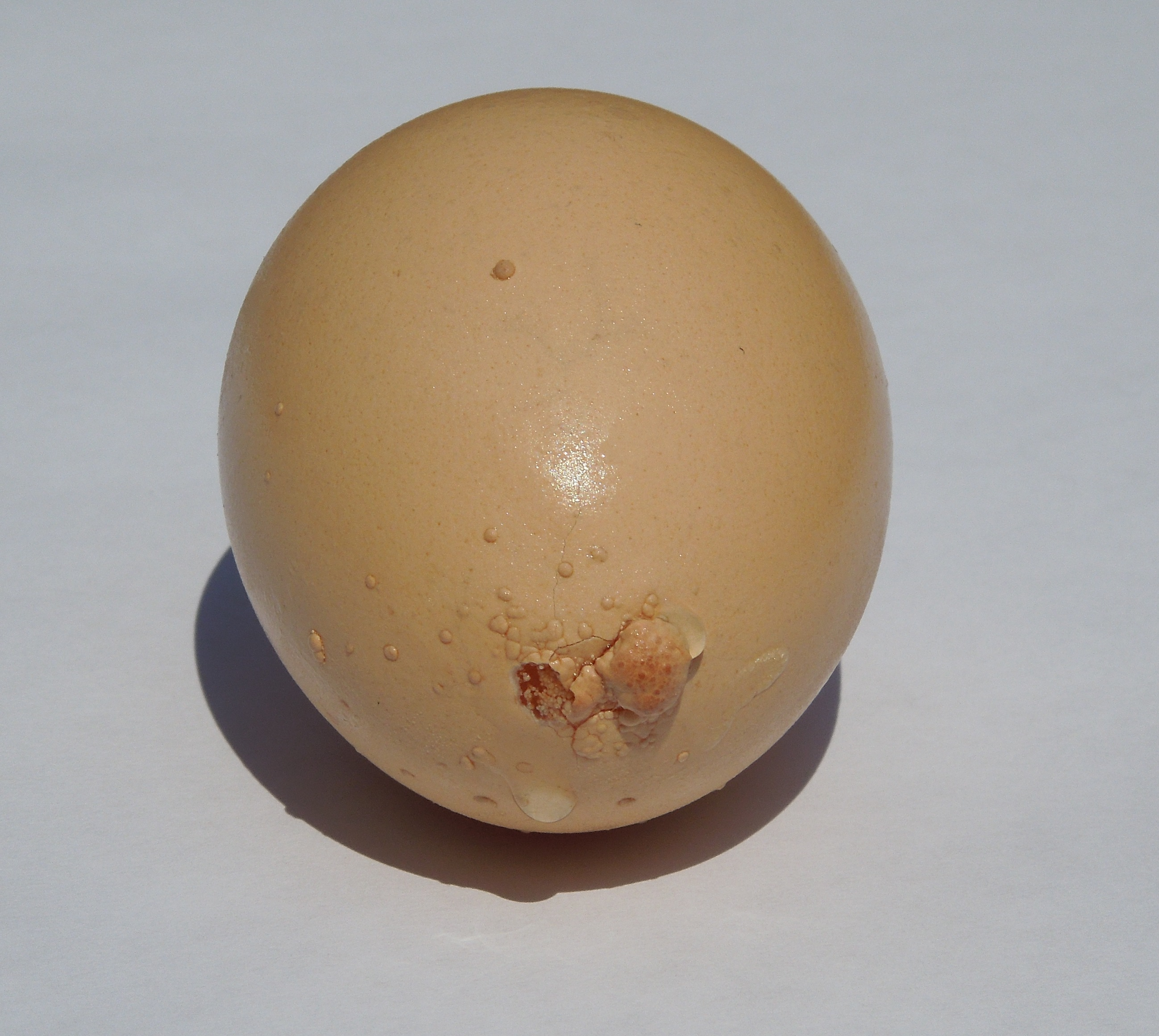
Куриное яйцо с неравномерной кальцификацией

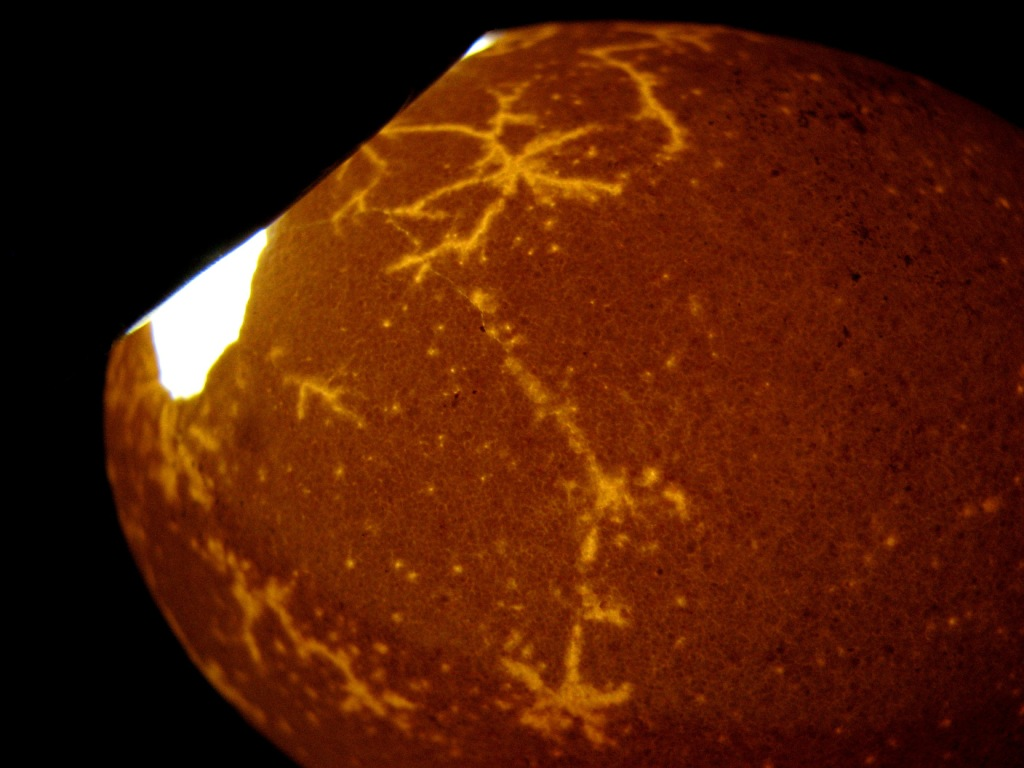
Структура яйца видная на просвете

Фиброзные мембраны куриной скорлупы добавляются в проксимальный (белый) перешеек яйцевода.  В дистальном (красном) перешейке сосцевидные выступы располагаются на поверхности наружной мембраны в виде регулярной сетки. Сосцевидные выступы богаты протеогликанами и, как полагают, контролируют кальцификацию. В раковинной железе (похожей на матку млекопитающих) минерализация начинается в сосцевидные выступы. Жидкость панцирных желез содержит очень высокий уровень ионов кальция и бикарбоната. Толстый кальцифицированный слой яичной скорлупы образуется столбцами из структур сосцевидных тел и известен как внешний (англ. palisade) слой. Между этими внешними столбцами находятся узкие поры, которые проходят через яичную скорлупу и обеспечивают газообмен. Кутикула образует последний, наружный слой яичной скорлупы.
Хотя основная часть скорлупы состоит из карбоната кальция, в настоящее время считается, что белковая матрица играет важную роль в прочности скорлупы. Эти белки влияют на кристаллизацию, которая, в свою очередь, влияет на структуру яичной скорлупы. Более того, концентрация белков яичной скорлупы снижается в течение жизни куры-несушки, как и прочность самой скорлупы.
У среднестатистической куры-несушки процесс образования скорлупы занимает около 20 часов. Пигментация добавляется оболочке яйца благодаря сосочкам, выстилающим яйцевод, и она окрашивается в любой из множества цветов и узоров в зависимости от вида птицы. Поскольку яйца обычно откладываются тупым концом вперед, следовательно этот конец подвергается наибольшему давлению во время прохождения и, следовательно, имеет наиболее насыщенный цвет.
Поскольку скорлупа птичьих яиц содержит в основном карбонат кальция, она растворяется в различных кислотах, включая уксус, используемый при приготовлении пищи. При растворении карбонат кальция в яичной скорлупе вступает в реакцию с кислотой с образованием углекислого газа.

#### Экологические проблемы
Пищевая промышленность США производит 150 000 тонн отходов скорлупы в год. Яичная скорлупа на 26,6% утилизируется в качестве удобрения, на 21,1% - в качестве ингредиентов для кормов для животных, 26,3% выбрасывается на муниципальные свалки и 15,8% используется другими способами.  Многие свалки не хотят принимать подобные отходы, потому что скорлупа и её мембрана привлекают паразитов. Вместе с карбонатом кальция яичная скорлупа и богатая белком мембрана становятся бесполезными.  Недавние изобретения позволили промышленности по крекингу яиц отделять скорлупу от её мембраны. Скорлупа яйца состоит в основном из карбоната кальция, а мембрана - из ценного белка. При разделении оба продукта могут иметь множество применений.

### Яйца млекопитающих
Однопроходные, яйцекладущие млекопитающие, откладывают яйца с мягкой скорлупой, похожие на яйца рептилий. Скорлупа откладывается на яйцо слоями внутри матки. Во время этого процесса яйцо может впитывать жидкость и увеличиваться в размерах, и последний, самый твердый слой не добавляется до тех пор, пока яйцо не станет полноразмерным.

## Яйцевой зуб
У вылупляющихся птиц, амфибий и яйцекладущих рептилий есть специальный яйцевой зуб, который используется для создания выходного отверстия в твердой яичной скорлупе.

## Использование
Отходы яичной скорлупы в основном состоят из карбоната кальция и поэтому могут быть использованы в качестве сырья при производстве извести.

### Фармацевтика
Богатая карбонатом кальция оболочка была использована для лечения дефицита кальция у людей и животных.  Масса одной яичной скорлупы составляет шесть граммов, что дает около 2200 мг кальция (6000 мг × 0,95 × 0,4 = 2280 мг). Частицы яичной скорлупы используются в зубной пасте в качестве средства против зубного камня. Измельченная в порошок яичная скорлупа используется для биоминерализации и роста костей.

### Пищевая промышленность
Последние применения яичной скорлупы включают получение лактата кальция в качестве укрепляющего агента, усилителя вкуса, разрыхлителя, пищевой добавки, стабилизатора и загустителя. Яичная скорлупа также используется в качестве добавки кальция в апельсиновый сок.

### Другие примеры использования
Яичную скорлупу включают в удобрения в качестве кондиционера почвы.  Она также используется в качестве добавки к кормам для животных. Совсем недавно частицы яичного карбоната кальция стали использоваться в качестве пигментов для покрытия при струйной печати. Измельченная в порошок яичная скорлупа также используется при изготовлении бумажной массы. Недавно отходы яичной скорлупы стали использоваться в качестве недорогого катализатора для производства биодизельного топлива. Скорлупа куриных яиц была дополнительно включена в качестве прекурсора кальция в синтез металл-органических каркасных структур (англ. metal-organic frameworks, MOF) на основе кальция.
Недавно исследователи использовали скорлупу куриных яиц в качестве бионаполнителя с проводящим полимером для улучшения его сенсорных свойств. Обычно яичная скорлупа использовалась в качестве бионаполнителя в матрице полианилина для обнаружения газообразного аммиака. Оптимальное соотношение между яичной скорлупой и полианилином может улучшить измерение этого сенсора.
Страусиная скорлупа использовалась охотниками-собирателями из Чёрной Африки. Например, люди из народа !кунг использовали её для переноски воды и изготовления бус.